# さよならが言えるまで
「さよならが言えるまで」（さよならがいえるまで）は、1993年6月25日に発売されたやしきたかじんの21枚目のシングル。

## 解説
3ヶ月振りのシングル。前作「東京」のヒットを受け、本作はたかじん全シングルの中で2番目に売上が高い楽曲。本作はミュージックビデオが存在。2000年発売のライブ・アルバムと2014年発売CD-BOXに、ミュージック・ビデオ収録のDVDが同梱されている。

## 収録曲
- 両楽曲　作詞：及川眠子／編曲：川村栄二

1. さよならが言えるまで [04:27]
作曲：坂本洋
2. 見えない糸 [04:51]
作曲：都志見隆
MBS骨髄移植啓発キャンペーンソング
3. さよならが言えるまで（オリジナル・カラオケ）
4. 見えない糸（オリジナル・カラオケ）